# Algarvio
Alexandre Algarvio é um autor de banda desenhada natural de Lisboa.
Colaborador de várias revistas e jornais tem um traço diversificado e um grande talento criativo.
Alguns exemplos do seu trabalho podem ser vistos na revista de jogos de computador Megascore e um pouco por toda a imprensa. A sua caricatura mais conhecida é o Rui Algarvio.